# جاکوب سوکولیک
جاکوب سوکولیک (انگلیسی: Jakub Sokolík؛ زادهٔ ۲۸ اوت ۱۹۹۳) بازیکن فوتبال اهل جمهوری چک است.
از باشگاه‌هایی که در آن بازی کرده‌است می‌توان به باشگاه فوتبال یئوویل تاون، باشگاه فوتبال لیورپول، و باشگاه فوتبال ساوتند یونایتد اشاره کرد.
وی همچنین در تیم‌های ملی فوتبال زیر ۱۶ و ۱۷ سال جمهوری چک بازی کرده‌است.